# François Sagat

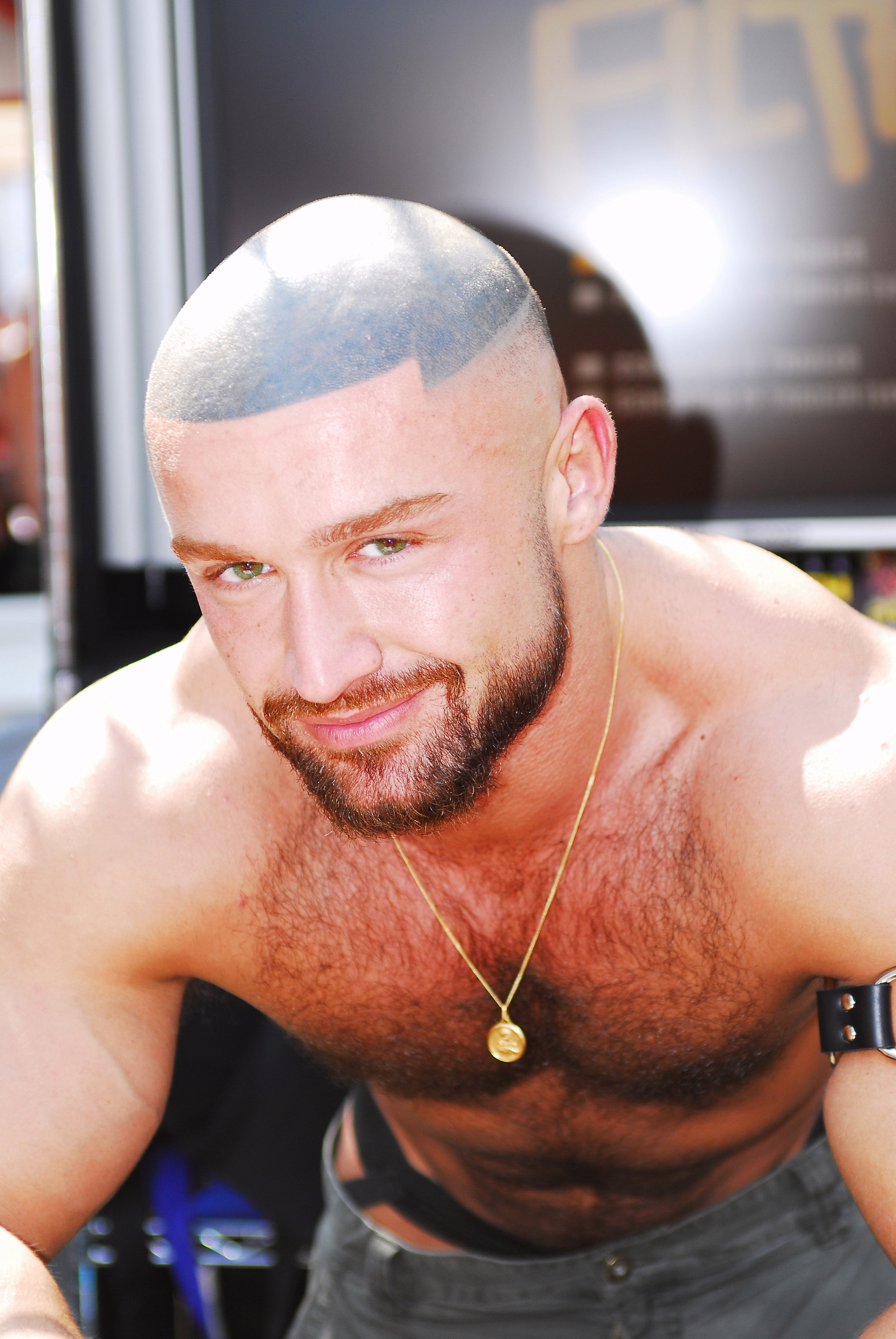
François Sagat bei der Folsom Street Fair 2006

François Sagat (* 5. Juni 1979 in Cognac, Charente) ist ein französisches Model und Pornodarsteller, der vorwiegend in schwulen und bisexuellen Pornofilmen mitgewirkt hat.

## Leben
Sagat wurde 1979 in Cognac im Département Charente im Südwesten Frankreichs geboren. Sein Vater ist slowakisch-libanesischer Abstammung, seine Mutter kommt aus dem Libanon. Nach seiner Schulzeit zog er mit 18 Jahren nach Paris, da er hoffte, dort Arbeit in der Modeindustrie zu finden. Seit seiner frühen Kindheit war Sagat von Mode fasziniert und ein passionierter Zeichner. Nachdem er jedoch für zwei Jahre an der Universität Mode studiert und kurzzeitig, wie er es nennt als „Hilfssklave“, in verschiedenen Modehäusern gearbeitet hatte, gab er den Beruf auf. Er ist der Meinung, dass ihm nicht die Möglichkeiten geboten wurden, die er verdient hätte, und gibt an, dass es ihn sogar Geld gekostet hätte, in der Modeindustrie zu arbeiten, da er oft nicht für seine Arbeit bezahlt worden sei.
Im Alter von etwa 21 Jahren begann Sagat sich für die Arbeit in der Pornoindustrie zu interessieren. Er arbeitete für mehrere französische Firmen als Fotomodell, gab die Arbeit vor der Kamera jedoch wieder auf, da er sich schlecht behandelt fühlte.
Als er 25 Jahre alt war, wurde er von dem französischen Pornographiestudio Citébeur in einem schwulen Internet-Chat angesprochen. Er nahm das Angebot an und spielte bereits wenige Wochen später in seinem ersten Pornofilm mit. Da der Film sehr erfolgreich war, beschloss Sagat, sich um eine Vollzeitbeschäftigung in der Pornoindustrie zu bemühen. Sechs Monate später wurde er eingeladen, in die USA überzusiedeln. Dort drehte er den Pornofilm Arabesque.
In den USA wurde Sagat schnell wegen seiner auffälligen Kopftätowierung bekannt. In einem Interview gab er dazu an, dass er das Gefühl hatte, dass sein Kopf wegen des seit einigen Jahren zunehmend ausgehenden Haars unförmig wirkte. Daher entschied er sich zu einer Tätowierung, die ein symmetrischeres Aussehen erzeugen soll. Als weitere, auffällige Tätowierung trug er auf dem Rücken eine Kombination von Mondsichel und Stern, die an die Flaggen der Türkei und Tunesiens erinnerte. Er gab dazu an, dass er arabische Männer liebt und mit der Tätowierung seine Bewunderung und seinen Respekt für die Menschen und die Kultur der arabischen Länder zum Ausdruck bringen möchte. Seit spätestens 2017 ist sie durch ein Cover-up Tattoo kaschiert.
Als Pornodarsteller wirkte er auch in BDSM-Filmen mit. Obwohl er hauptsächlich als Darsteller in schwulen Produktionen bekannt ist, drehte er 2007 in Gay Arab Club seine erste bisexuelle Szene. Im selben Jahr wurde er in sechs Kategorien nominiert und gewann den GayVN Award als bester Neueinsteiger. Er drehte verschiedene Pornofilme mit dem US-amerikanischen Unternehmen Raging Stallion, bevor er einen Exklusiv-Vertrag mit Titan Media unterzeichnete.
Vom Künstlerduo Pierre et Gilles wurde Sagat 2008 auf dem Bild Les temps modernes porträtiert.
Seit 2009 ist Sagat zunehmend auch in Spielfilmen zu sehen. So hatte er Rollen in Saw VI (2009) und L.A. Zombie: The Movie That Would Not Die (2010). Im selben Jahr verkörperte er Emmanuel in Christophe Honorés Mann im Bad – Tagebuch einer schwulen Liebe an der Seite von Chiara Mastroianni. Der Titel spielt auf ein Gemälde des Impressionisten Gustave Caillebotte an.
Eine Zeit lang hatte er eine Beziehung mit dem europäischen Pornodarsteller Francesco D’Macho.
François Sagat veröffentlichte am 7. Juli 2023 sein Debütalbum Videoclub. Das Album umfasst 14 Tracks, darunter Titel wie Sagat Planet, The Space und I Don't Want To Break Your Heart. Musikalisch bewegt sich Videoclub im Bereich der elektronischen Musik, inspiriert von den Klängen der 1980er und 1990er Jahre. Stilistisch vereint es Elemente von Chicago House, Disco und Rave, was in Tracks wie The Space und The Boys Club deutlich wird. In einem Interview mit dem Magazin têtu äußerte sich François Sagat zu seiner musikalischen Ausrichtung und den Herausforderungen, die mit dem Wechsel vom Pornodarsteller zum Musiker einhergehen. Er betonte, dass er sich der Schwierigkeiten bewusst sei, die mit einem solchen Karriereschritt verbunden sind, und dass er dennoch entschlossen ist, seine künstlerische Vielseitigkeit zu zeigen.

## Filmografie (Auswahl)

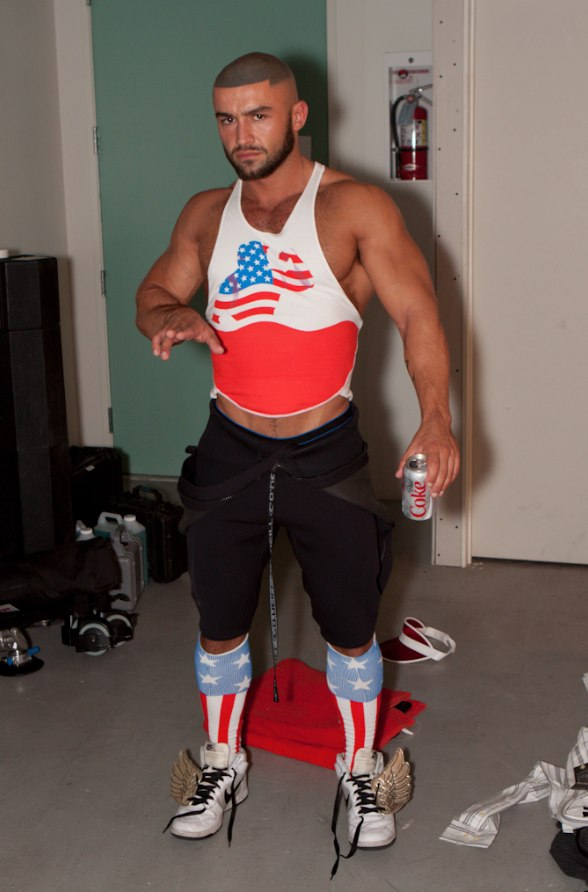
Sagat (2010)

### Pornographische Filme

#### Als Direktor / Hersteller
- Titan Media
  - François Sagat's Incubus – Part 1 (2011)
  - François Sagat's Incubus – Part 2 (2012)

#### Als Schauspieler
- Titan Media
  - Breakers (2007)
  - Folsom Filth (2007)
  - Breathless (2007)
  - SPY Quest 3 (2007)
  - H2O (2007)
  - Shacked Up (2007)
  - Folsom Leather (2007)
  - Stretch (2007)
  - Funhouse (2008)

- Raging Stallion
  - Hole Sweet Hole (2005)
  - Knight After Night (2005)
  - Hard As Wood (2005)
  - MANIFESTO (2005)
  - Arabesque (2006)
  - Tough As Nails (2006)
  - Escape From San Francisco (2006)
  - Centurion Muscle II - Alpha (2006)
  - Fistpack 7: Twist My Arm (2006)
  - Manhattan (2006)
  - Bedroom Eyes (2006)

- Citébeur
  - Univers Black – Matos de blackoss (2005)
  - Wesh Cousin 5 – Relax man (2005)
  - Wesh Cousin 6 – Cho bouillants (2005)
  - Wesh Cousin 7 – C'est d'la balle (2006)

### Nicht-Pornografische Filme
- 2007: La nudité toute nue
- 2009: Plan cul
- 2009: Saw VI
- 2009: Gay of the Dead
- 2010: L.A. Zombie: The Movie That Would Not Die
- 2010: Mann im Bad – Tagebuch einer schwulen Liebe
- 2011: Sagat: The Documentary
- 2014: Remember Me

### Nicht-Pornografische Serien
- 2010: Multinauts

## Diskografie

### Alben
- 2023: Videoclub

### EPs
- 2018: Chamelia (mit Igor Dewe)

### Singles
- 2012: Hadès (mit Sylvia Gobbel)
- 2015: Camera (mit Veronika)
- 2018: Trust Me (mit Igor Dewe)
- 2023: Fairytale
- 2023: I Don't Want To Break Your Heart
- 2023: The Boys Club

### Weitere Singles
- 2020: Tell Me (B Urslef) [mit Cherylyn Barnes]
- 2022: Feelu (mit Cherylyn Barnes)